# 池田昭
池田 昭（いけだ あきら、1929年 - 2019年）は、日本の宗教学者。専門は宗教社会学。元中京大学教授。

## 人物
1929年千葉県生まれ。東京大学大学院宗教学宗教史学博士課程単位取得。和歌山大学、中京大学を経て、宗教社会学研究に従事。大本教や、「宗教と国家権力の関わり」を研究対象とする。

## 物議を醸した発言
『ファッショは始まっている』で著者のオウム真理教青山吉伸弁護士と対談。オウム真理教国土利用計画法違反事件について教団を擁護し国家権力を非難する。また『週刊金曜日』1995年2月24日号と3月3日号に「拉致された坂本弁護士の周辺にただよう権力介在も疑惑」を寄稿。失踪する以前の坂本堤弁護士が国鉄分割民営化問題を手がけていたことから、坂本堤弁護士一家殺害事件は「国家権力による拉致事件であり、オウム真理教は関係ないと断言できる」と発言した。

## 著書
- 日本の精神構造論序説 池田昭　勁草書房, 1967
- ヴェーバーの日本近代化論と宗教 : 宗教と政治の視座から 池田昭 岩田書院,1999
- 天皇制と八瀨童子 池田昭 東方出版,1991
- 大本史料集成　池田昭　三一書房,1982-1985
- ひとのみち敎団不敬事件関係資料集成　池田昭　三一書房,1977
- 日本近代化と宗敎倫理 : 日本近世宗敎論 by Robert Neelly Bellah( Book ) ロバート・ニーリー・ベラー著 ; 堀一郎, 池田昭訳　未来社,1962
- ロバート・ニーリー・ベラー著 池田昭訳『徳川時代の宗教』（岩波書店［岩波文庫］, 1996年）
- ヴァイマル共和国の宗敎史と精神史 フーベルト・カンツィク編 ; 池田昭,浅野洋監訳. 池田昭, 浅野洋,Hubert Cancik; Akira Ikeda; Hiroshi Asano Publisher: 御茶の水書房, Tokyo : Ochanomizu Shobo, 1993
- ウェーバー宗敎社会学の世界　池田昭,Akira Ikeda Publisher: 勁草書房, Tokyo : Keiso Shobo, 1975.
- アジア宗敎の基本的性格　マックス・ウェーバー著 ; 池田昭,山折哲雄,日隈威徳訳. 池田昭, 山折哲雄, 日隈威徳,Max Weber; Akira Ikeda; Tetsuo Yamaori; Takenori Higuma Publisher:勁草書房, Tokyo : Keiso Shobo, 1970.